# Llicència BSD
La llicència BSD és la llicència de programari principalment pels sistemes BSD, pertany al grup de llicències de programari lliure. Aquesta té menys restriccions comparada amb altres com la GPL, sent més propera al domini públic. La llicència BSD, al contrari que la GPL, permet l'ús del codi font en programari privatiu. És molt similar a la llicència MIT.
La llicència té la següent forma:
```
/*-
 * Copyright (c) <any> <autors>
 * All rights reserved.
 *
 * Redistribution and use in source and binary forms, with or without
 * modification, are permitted provided that the following conditions
 * are met:
 * 1. Redistributions of source code must retain the above copyright
 * notice, this list of conditions and the following disclaimer.
 * 2. Redistributions in binary form must reproduce the above copyright
 * notice, this list of conditions and the following disclaimer in the
 * documentation and/or other materials provided with the distribution.
 * 3. Neither the name of copyright holders nor the names of its
 * contributors may be used to endorse or promote products derived
 * from this software without specific prior written permission.
 *
 * THIS SOFTWARE IS PROVIDED BY THE COPYRIGHT HOLDERS AND CONTRIBUTORS
 * ``AS IS'' AND ANY EXPRESS OR IMPLIED WARRANTIES, INCLUDING, BUT NOT LIMITED
 * TO, THE IMPLIED WARRANTIES OF MERCHANTABILITY AND FITNESS FOR A PARTICULAR
 * PURPOSE ARE DISCLAIMED. IN NO EVENT SHALL COPYRIGHT HOLDERS OR CONTRIBUTORS
 * BE LIABLE FOR ANY DIRECT, INDIRECT, INCIDENTAL, SPECIAL, EXEMPLARY, OR
 * CONSEQUENTIAL DAMAGES (INCLUDING, BUT NOT LIMITED TO, PROCUREMENT OF
 * SUBSTITUTE GOODS OR SERVICES; LOSS OF USE, DATA, OR PROFITS; OR BUSINESS
 * INTERRUPTION) HOWEVER CAUSED AND ON ANY THEORY OF LIABILITY, WHETHER IN
 * CONTRACT, STRICT LIABILITY, OR TORT (INCLUDING NEGLIGENCE OR OTHERWISE)
 * ARISING IN ANY WAY OUT OF THE USE OF THIS SOFTWARE, EVEN IF ADVISED OF THE
 * POSSIBILITY OF SUCH DAMAGE.
 */
```

Les versions més antigues de la llicència tenien una quarta clàusula, anomenada la clàusula de la publicitat. El 1999 aquesta clàusula es va eliminar amb efecte retroactiu de les distribucions BSD de la Universitat de Califòrnia, Berkeley.
Alguns projectes inclouen aquesta clàusula, que apareix com la clàusula 3 de la llicència original (l'última clàusula passaria a ser la quarta).
```
 * 3. All advertising materials mentioning features or use of this software
 * must display the following acknowledgement:
 * This product includes software developed by <autors>
 * and contributors.
```

L'autor, sota aquesta llicència, manté la protecció de copyright únicament per la renúncia de la garantia i per requerir l'adequada atribució de l'autoria en treballs derivats, però permet la lliure redistribució i modificació.
Es pot argumentar que aquesta llicència assegura el veritable programari lliure, en el sentit que l'usuari té llibertat il·limitada, i que pot fins i tot redistribuir-lo com a privatiu. Altres opinions diuen que aquesta llicència no contribueix al desenvolupament de més programari lliure.